# Giliano Wijnaldum
Pour les articles homonymes, voir Wijnaldum.
 (février 2022).
Si vous disposez d'ouvrages ou d'articles de référence ou si vous connaissez des sites web de qualité traitant du thème abordé ici, merci de compléter l'article en donnant les références utiles à sa vérifiabilité et en les liant à la section « Notes et références ».
Giliano Wijnaldum, né le 31 août 1992, est un footballeur néerlandais jouant au poste de latéral gauche au CION Vlaardingen (nl). Il est le frère de Georginio Wijnaldum et le demi-frère de Rajiv van La Parra.

## Carrière en club

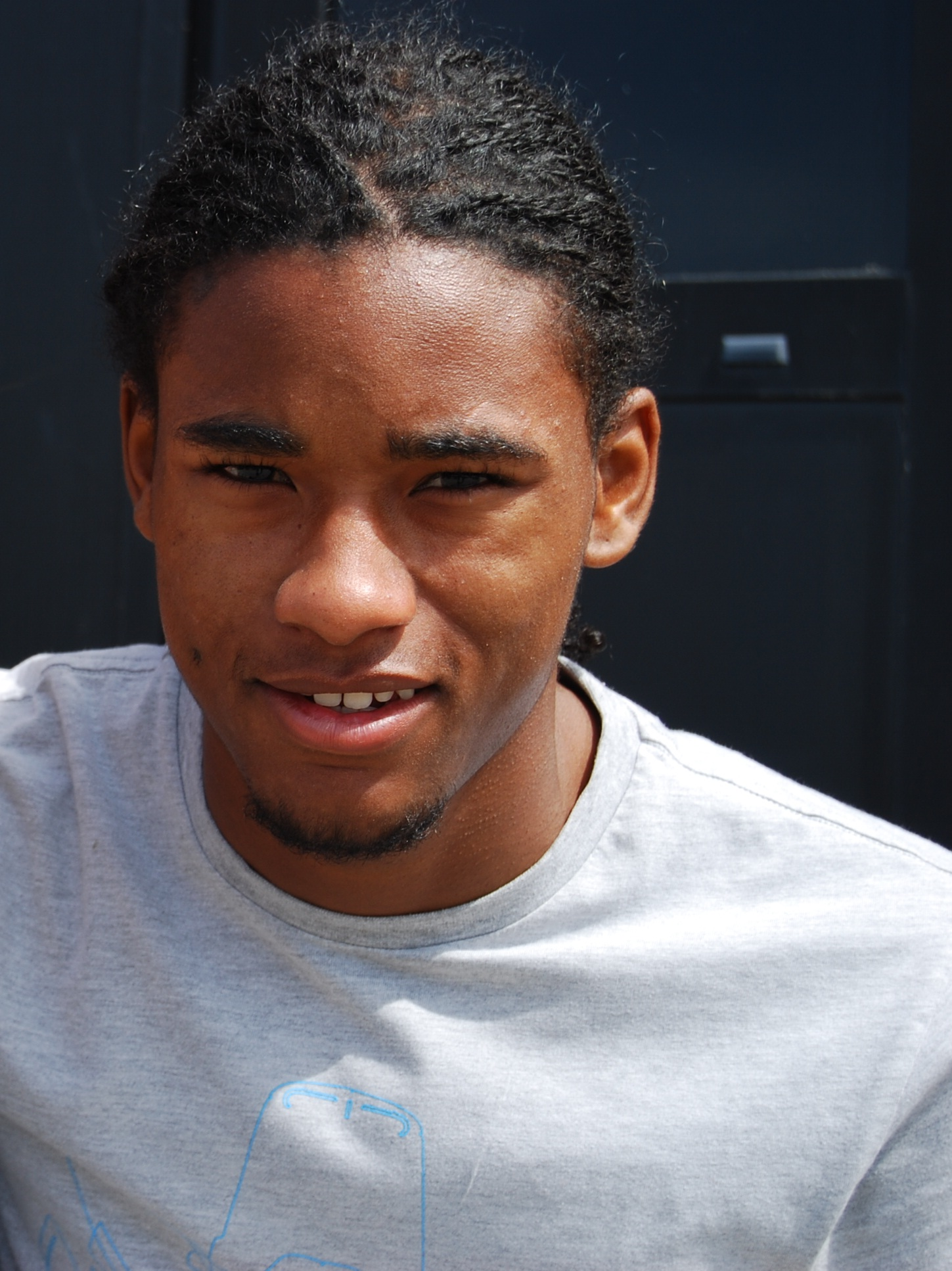
Wijnaldum en 2011

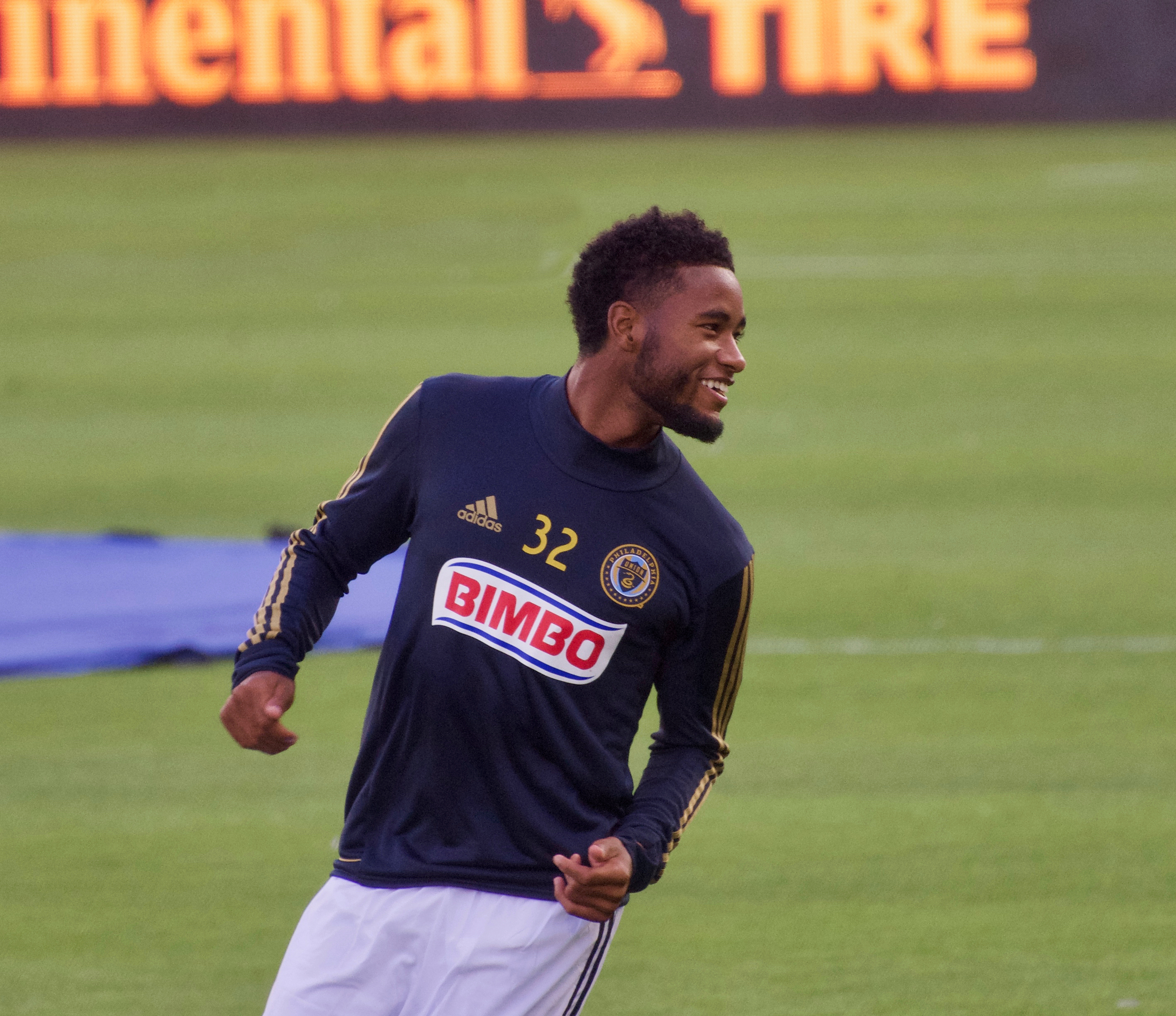
Wijnaldum avec le Union de Philadelphie en 2017

### Équipes jeunes
Né à Rotterdam aux Pays-Bas, Wijnaldum commence sa carrière au Sparta Rotterdam où il joue aux côtés de son frère Georginio Wijnaldum quand il avait quinze ans. Après une saison au club, Giliano part pour l'AZ Alkmaar en 2008. Au bout de deux saisons, il signe son premier contrat professionnel.

### AZ Alkmaar
Wijnaldum fait ses débuts pour son nouveau club le 16 avril 2011, où il joue 11 minutes après être rentré en tant que remplaçant dans la seconde période. Le match se solde par une victoire 3 buts à 1 contre l'ADO La Haye. Il s'agit là de son seul match de la saison 2010-2011. La saison suivante, Wijnaldum fait là encore un seul match, mais cette fois ci en Coupe des Pays-Bas contre Dordrecht le 27 octobre 2011.
Lors de la saison 2012-2013, Wijnaldum joue son premier match de la saison le 2 septembre 2012, contre le PSV Eindhoven. Lors de cette rencontre, son frère joue également mais dans le camp adverse. Le match se solde par une victoire 5-1 du PSV. Le 20 avril 2013, se joue le match retour entre les équipes des deux frères, mais une fois de plus c'est l'équipe de Georginio qui l'emporte (3-1). Malgré le fait de jouer dans l'équipe réserve, Wijnaldum s'établit dans la première équipe au fur et à mesure que la saison 2012-2013 avance et joue une vingtaine de matchs. À la fin de la saison, Wijnaldum se voit cependant libéré de son contrat.

### Groningue
Le 27 juin 2013, Wijnaldum rejoint Groningue sans indemnité de transfert. Wijnaldum choisit le numéro 25 sur les conseils de son grand frère.
Wijnaldum fait ses débuts à Groningue pour le match d'ouverture contre le NEC Nimègue où il joue le match entier. Le match se conclut par une victoire 4-1 de Groningue. Lors du match contre Heerenveen le 15 septembre 2013, Wijnaldum délivre sa première passe décisive. Malheureusement pour lui, ce but ne peut empêcher la défaite de son équipe 4 buts à 2. Il marque ensuite son premier but pour son club, qui sera également le dernier, face au PEC Zwolle le 30 novembre 2013 (2-2 à la fin du match). Vers la mi-saison, Wijnaldum perd sa place de titulaire au profit de Lorenzo Burnet. Son manque de rigueur et ses trop nombreuses suspensions lui sont reprochés. Il joue alors avec l'équipe réserve et réalise quelques apparitions en équipe première vers la fin de saison.

### Go Ahead Eagles
Le 25 juin 2014, Wijnaldum change à nouveau de club et signe pour deux ans chez les promus de Go Ahead Eagles.
Wijnaldum manque le début de saison en raison d'une blessure au pied et ce n'est que le 13 septembre 2014 qu'il fait son retour. Il joue son premier match de la saison contre Twente lors d'une défaite 2-1. Le 4 octobre 2014, Wijnaldum est à l'origine du but victorieux contre Utrecht en effectuant une passe décisive pour Jeffrey Rijsdijk (victoire 3-2). Wijnaldum reçoit un rouge direct lors d'une défaite 1-0 contre Willem II, le 18 janvier 2015.
Lors d'un match contre Twente, le 12 avril 2015, Wijnaldum est impliqué dans un incident avec les supporters du club après que ceux-ci lui reprochent son manque d'engagement. La direction du club envisage une action en justice contre les supporters avant que Wijnaldum ne s'y oppose.
Après que le club se trouve relégué en Eerste Divisie aux travers des séries éliminatoires, Wijnaldum termine sa première saison en faisant vingt-trois apparitions toutes compétitions confondues, sans marquer de buts.

### CION Vlaardingen
En avril 2020, il s'engage en faveur du CION Vlaardingen (nl).

## Carrière en équipe nationale
Avec l'équipe des Pays-Bas des moins de 20 ans, il inscrit un but lors d'un match amical contre la France en juin 2012.

## Palmarès
- AZ Alkmaar
  - Vainqueur de la Coupe des Pays-Bas en 2013